# Seuratiopsis epiphylla
Seuratiopsis epiphylla är en svampart som beskrevs av Woron. 1934. Seuratiopsis epiphylla ingår i släktet Seuratiopsis och familjen Seuratiaceae.   Inga underarter finns listade i Catalogue of Life.